# Polystachya affinis
Polystachya affinis là một loài thực vật có hoa trong họ Lan. Loài này được Lindl. miêu tả khoa học đầu tiên năm 1830.

## Hình ảnh

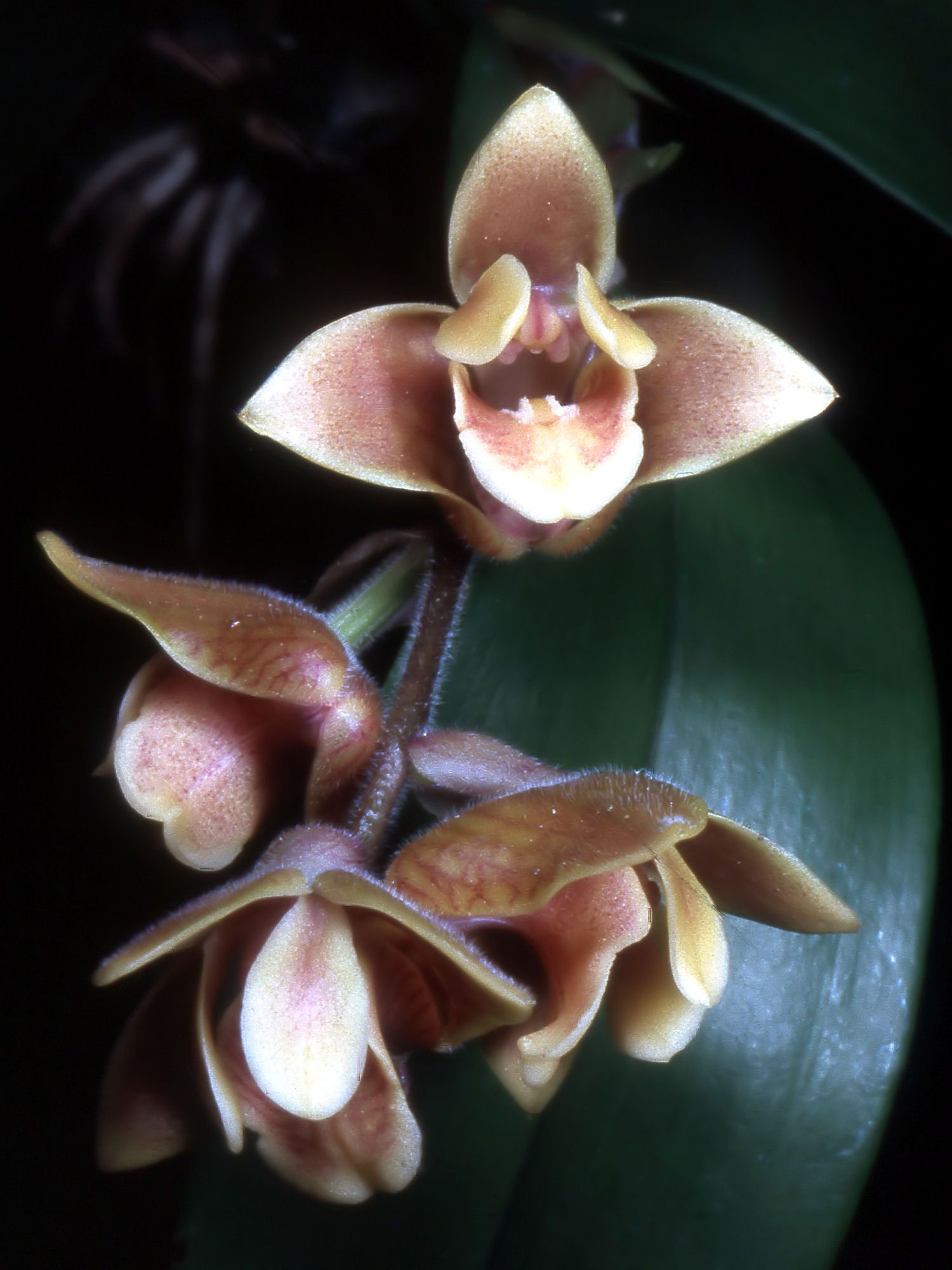